# Subway (Band)
Subway ist eine Hard-Rock-Band aus Balingen, Baden-Württemberg.

## Geschichte
Die Band wurde 1986 gegründet und bestand zunächst aus Pepe Wolthoff (Gesang), Bemy Bitzer (Gitarre), Henry Sauter (Keyboard), Dany Beiersdorfer (Bass), Tommy Strobel (Schlagzeug) und Andy Weber (Saxophon). 
1990 wurde das Schweizer Label Pink Seven Music auf die Hardrock-Band aufmerksam. Das Erstlingswerk Dangerous Games wurde in Basel aufgenommen und anschließend in der Schweiz veröffentlicht.
Nach ca. 50 Konzerten im In- und Ausland brachte Subway 1992 in der Schweiz bei Phonag Records ihr zweites Album, Hold On to Your Dreams, heraus. Es wurde von Fernando Garcia (Victory) produziert. Das Album kam auf Platz 37 der Schweizer Charts. Durch den Erfolg in der Schweiz und Konzerten in Deutschland konnte sich Subway einen Vertrag mit dem neugegründeten Label GSE-Records in Offenbach sichern. Weitere Veröffentlichungen in Deutschland, Österreich, Japan, Korea und Taiwan folgten. Die Band produzierte ein Video der Hitsingle Hear You Cry. Es folgten Auftritte auf Open Airs (u. a. mit Bob Geldof, Jeff Healey, Manfred Mann’s Earth Band), eine Deutschland-Tour mit Axxis und eine Europa-Tour mit Talisman (Jeff Scott Soto). Ende 1993. Danach verließ der Saxophonist Andy Weber die Band und wurde durch Boris Matakovic ersetzt.
1994 wurde das Album Taste the Difference in Los Angeles/USA aufgenommen. Produzent war Mikey Davis, der bereits Bands wie KISS und W.A.S.P. produziert hatte.  Während der Aufnahmen von Januar–März 1994 in Los Angeles erschütterte ein Erdbeben der Stärke 6.8 auf der Richterskala die Stadt. Dutzende von Menschen starben und Tausende wurden obdachlos. Die Mitglieder überstanden das Beben unverletzt und widmeten das Album den Opfern dieser Naturkatastrophe.
Im Herbst 1995 verließen Sänger Peach Stöckli (welcher weiterhin als Produzent und Songwriter unter dem Pseudonym PEaCH tätig ist) und Schlagzeuger Tommy Strobel die Band.
Nach mehrjähriger Abwesenheit vom deutschen Musikmarkt erschien im Jahr 1998 das Album Subway in der Schweiz bei A&A Music. Es folgten Veröffentlichungen in Deutschland beim Plattenlabel EboLa Records. und Japan im Jahr 2000 unter dem Titel Don't Look Back. Mit dem neuen Sänger Francis Soto und dem Schlagzeuger Björn Hodler gelang Subway eine weitere Veröffentlichung. Die Verkaufszahlen entsprachen allerdings nicht den hohen Erwartungen der Band.
Trotzdem wurden 2002 weitere 20 Songs für ein geplantes neues Album vorproduziert, die aufgrund von Differenzen mit der Plattenfirma nie veröffentlicht werden sollten. Als Folge davon löste sich Subway Ende 2003 auf.
Davor jedoch, im Frühjahr 2000, waren Subway auf ihrer letzten Deutschland-Tour mit den Rockbands Asia und Kansas unterwegs. 
Mitte September 2003 gab die Band anlässlich eines Open Airs ein letztes Konzert für ihre Fans in Deutschland.
2009 entschied sich Sänger Francis Soto Subway mit neuem Line-Up erneut ins Leben zu rufen. 2010 erschien das Studioalbum Lola's Themes. Es folgte eine Deutschland-Tour mit Michael Bormann.
Im März 2022 reformierte sich die Band nach über 30 Jahren in der erfolgreichsten Besetzung von 1992: Peach Stöckli, Bemy Bitzer, Thomas Strobel, Martin Arnold sowie Robin Stöckli, der als Ersatz für Keyboarder Henry Sauter die Band komplettiert. Geplant sind einige Konzerte im Sommer/Herbst 2022 in Deutschland und in der Schweiz.
Im Oktober 2024 begab sich die Band erneut ins Studio um die Single "Breaking These Chains" aufzunehmen. Produziert wurde die Single von Peach Stöckli und  Dennis Ward (Magnum, Pink Cream 69).
Seitdem arbeitet die Band an ihrem neuen Album, welches im Frühjahr 2026 erscheinen soll.

## Diskografie

### Alben
- 1990: Dangerous Games (CH)
- 1992: Hold On to Your Dreams (CH/BRD/AT)
- 1993: Light of the Night (Japan, Korea, Taiwan)
- 1994: Taste the Difference (BRD, Japan)
- 1998: Subway (CH)
- 2000: Don't Look Back (BRD)
- 2010: Lola's Themes

### Singles
- 1993: Hear You Cry
- 2024: Breaking These Chains
- 2025: In the Shadows

### Videos
- 1993: Rock It Up (C&A Young Collection)
- 1993: Hear You Cry
- 1994: Could You Be Mine